# James Edwards (basket-ball)
Pour les articles homonymes, voir Edwards et James Edwards.
James Franklin Edwards (né le 22 novembre 1955, à Seattle, dans l'État de Washington) est un ancien joueur de basket-ball américain.

## Biographie
Surnommé "Buddha" pour son apparence (il portait une moustache Fu Manchu) et son attitude stoïque, Edwards a joué 19 ans (de 1977 à 1996) en NBA, évoluant aux postes de pivot et d'ailier fort. Edwards a joué pour huit équipes : les Lakers de Los Angeles, les Pacers de l'Indiana, les Cavaliers de Cleveland , les Suns de Phoenix, les Pistons de Détroit, les Los Angeles Clippers, les Trail Blazers de Portland et les Bulls de Chicago. Auparavant, il avait porté le maillot de l'équipe de l'université de Washington.
Edwards est un scoreur intérieur honorable, réalisant une moyenne de 12,7 points par match au cours de sa carrière. Il est un élément clé de l'équipe des Pistons de Détroit champions NBA en 1989 et 1990. Il remporte un troisième titre lors de sa dernière saison, en 1996 avec les Bulls de Chicago, son temps de jeu étant limité. Il met un terme à sa carrière avec un total de 14 862 points et 6 004 rebonds en carrière.